# 王群 (1926年5月)
王群（1926年5月—），曾用名王玉珍，女，河南浚县人，中华人民共和国政治人物、医学家。

## 生平
1944年在日本东京女子医学专科学校肄业。1951年，毕业于北京大学医学院，后留该学院药学系任助教。1954年后，历任天津制药厂药师，北京同仁堂提炼厂工程师，北京市中药科学研究所成药室主任，同仁堂制药厂副厂长、副总工程师。1982年加入中国农工民主党。1984年任总中药师。此外她担任第六、七届全国人大代表、全国妇联常务委员。曾被评为全国三八红旗手。历任农工党第九、十届中央常务委员，中央执行局候补委员，中央妇女委员会主任。